# Hypoleria jessica
Hypoleria jessica är en fjärilsart som beskrevs av William Chapman Hewitson 1867. Hypoleria jessica ingår i släktet Hypoleria och familjen praktfjärilar. Inga underarter finns listade i Catalogue of Life.